# Babimost
Babimostⓘ (em alemão: Bomst) é um município no oeste da Polônia. Pertence à voivodia da Lubúsquia, no condado de Zielona Góra. É a sede da comuna urbano-rural de Babimost.
Babimost está localizada na histórica Grande Polônia. Foi-lhe concedida os direitos de cidade em 1397, Babimost Nowe Miasto foi fundada em 1652 e rebaixada em 1781.
Estende-se por uma área de 3,7 km², com 3 847 habitantes, segundo o censo de 31 de dezembro de 2021, com uma densidade de 1 039,7 hab./km².

## Toponímia
O nome da cidade em sua forma atual, Babimost, aparece em um documento latino de 1257 e, após a Segunda Guerra Mundial, foi aprovado como oficial em 19 de maio de 1946.
Ele tem uma métrica medieval e existe desde pelo menos o século XIII. Mencionado pela primeira vez em um documento de 1257 como “Babimost”, 1329 “Babinmost”, 1329 “Babümüst”, 1397 “Bomost”, 1405 “Babimost”, 1944 “Bomst”.

## História
A vila estava originalmente ligada à Grande Polônia e, temporariamente, à Baixa Silésia. No início, era propriedade de um duque, em 1257 tornou-se propriedade de um mosteiro e, depois, passou a pertencer à nobreza, tornando-se uma cidade dos reis poloneses a partir do século XIV. A menção mais antiga data de 1257, quando Przemysł I, duque da Grande Polônia, concedeu aos cistercienses da aldeia de Obra, a vila de Babimost, com imunidade econômica, em troca de Rokietnica. Naquela época, Babimost já tinha edifícios de tipo urbano. Władysław Łokietek incorporou-a permanentemente à Coroa do Reino da Polônia em 1332 e estabeleceu ali um estarostado não urbano. Os direitos de cidade lhe foram concedidos em 1397 pelo rei Ladislau II Jagelão. Em 1432, já havia uma escola na cidade e seu reitor, Jan, foi registrado. Desde o século XIV, Babimost era uma cidade real da Coroa do Reino da Polônia.
A cidade foi mencionada em documentos históricos, legais, de propriedade e fiscais. Em 1513, o rei polonês Sigismundo, o Velho, transferiu a cidade de Babimost da lei polonesa para a lei de Magdeburgo, que estava em vigor em Poznań, e recriou o privilégio, queimado em um incêndio, aprovando duas feiras da cidade para o domingo antes da Festa da Ascensão, para a terça-feira após a Ascensão e um mercado semanal na terça-feira. Em 1524, uma câmara alfandegária foi inaugurada em Babimost. Em 1530, houve um incêndio na cidade. O rei Sigismundo I, o Velho, isentou os cidadãos de Babimost da cobrança de impostos por 8 anos e de taxas alfandegárias por 2 trimestres, e concedeu à cidade privilégios significativos que igualavam os direitos da cidade aos de Poznań.

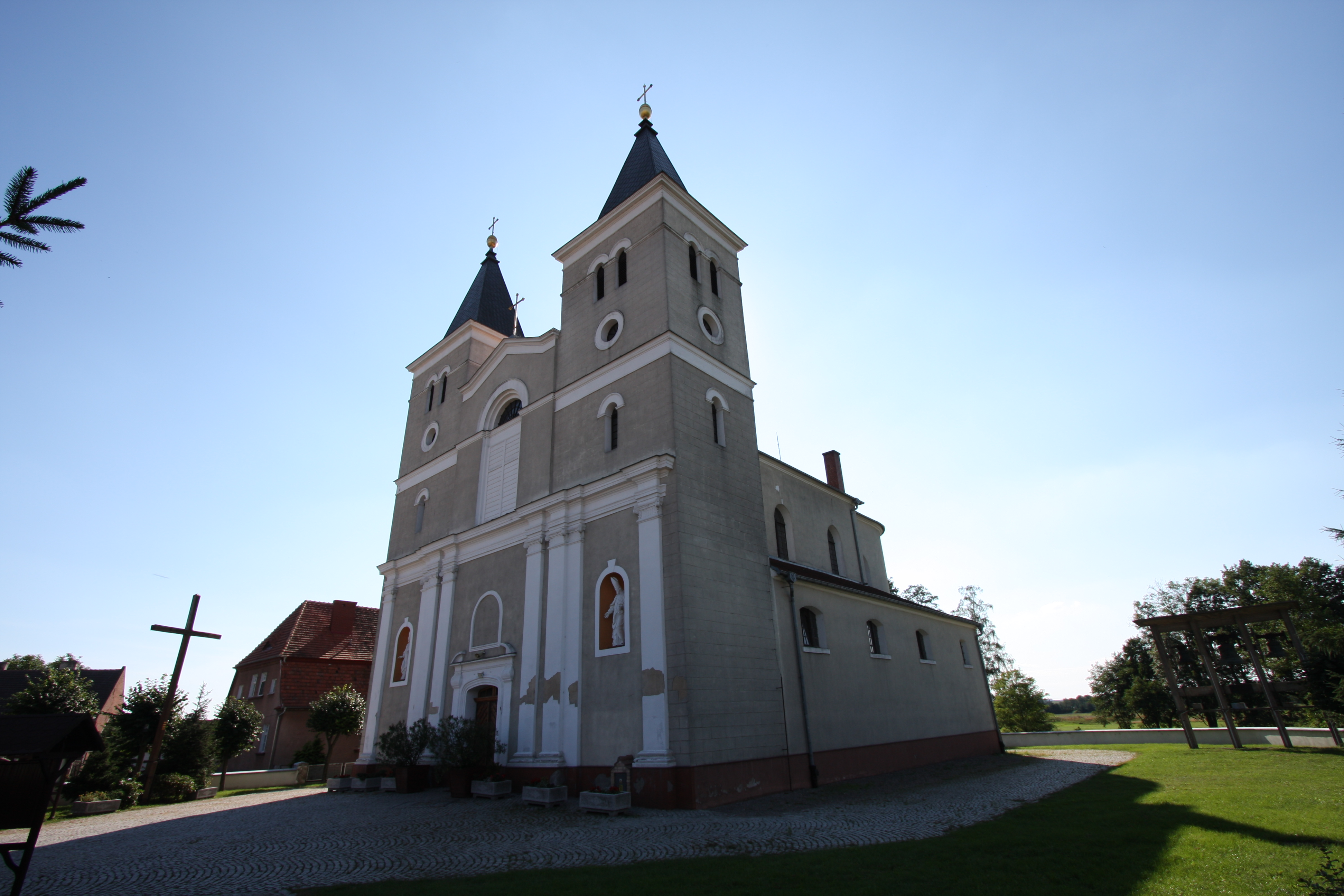
Igreja de São Lourenço de 1730

Babimost prosperou em meados do século XVII. Em 1656, a cidade foi incendiada duas vezes pelas tropas suecas. Naquela época, Krzysztof Jan Żegocki, o starosta de Babimost, organizou guerrilheiros na área de Babimost. Em meados do século XVIII, o historiador literário e bibliógrafo polonês Jan Daniel Janocki era pároco em Babimost. Babimost pertencia ao estarostado de Babimost e, no final do século XVI, estava localizada no condado de Kościan da voivodia de Poznań, na República das Duas Nações. Em 1710, a cidade sofreu com uma epidemia e, em 1781, foi destruída por um incêndio. Em meados do século XVIII, o primeiro prefeito de Babimost foi Karol Biron, duque da Curlândia, seguido por Piotr Potocki. Até 1798, a função era exercida por Łukasz Bniński.
Como resultado da divisão da Polônia após 1793, Babimost se viu na divisão prussiana no Reino da Prússia. O governo prussiano confiscou o estarostado de Babimost e doou a propriedade do estarostado para o general Köekritz, que mais tarde a vendeu para os Unruhs. Como resultado da vitoriosa Revolta da Grande Polônia de 1806, a cidade fez parte do Ducado de Varsóvia até 1815.. Em 1832, a cidade foi novamente atingida por um grande incêndio. Em 1905, Babimost tinha uma população de 1985 habitantes, dos quais 84,9% eram alemães, 13% poloneses e 2% judeus. 55,2% da população era católica, enquanto 42,7% era evangélica.
Durante a Revolta da Grande Polônia, ela foi ocupada por uma unidade insurgente sob o comando de Józef Kudliński, marcando a maior extensão da revolta no oeste. Apesar disso, conforme o Tratado de Versalhes de 1919, Babimost permaneceu nas fronteiras da Alemanha. Após 152 anos de anexação, ela só retornou à Polônia após Segunda Guerra Mundial, em 1945. 
Babimost, que ficava nas fronteiras do Terceiro Reich, foi capturada em 29 de janeiro de 1945 pelas tropas do 11.º Corpo Panzer da Primeira Frente Bielorrussa do Exército Vermelho. Durante a ocupação da cidade, ocorreram vários assassinatos e estupros, principalmente contra a população alemã, mas em menor escala contra a população polonesa, que era uma minoria e que o Exército Vermelho não distinguiu na conflagração e no caos da guerra. Dos aproximadamente 500 habitantes que permaneceram na cidade, 126 foram mortos e enterrados no cemitério protestante. 35% dos edifícios da cidade foram destruídos. Atualmente, é um centro de serviços com uma pequena indústria (madeira, couro e tricô). O centro de uma região etnográfica chamada Região de Babimost (folclore preservado da Grande Polônia, trajes folclóricos, canções).
Babimost é a sede da forania da diocese de Zielona Góra-Gorzów da Igreja Católica na Polônia.
De 1975 a 1998, a cidade pertencia administrativamente à voivodia de Zielona Góra.

### História dos judeus em Babimost

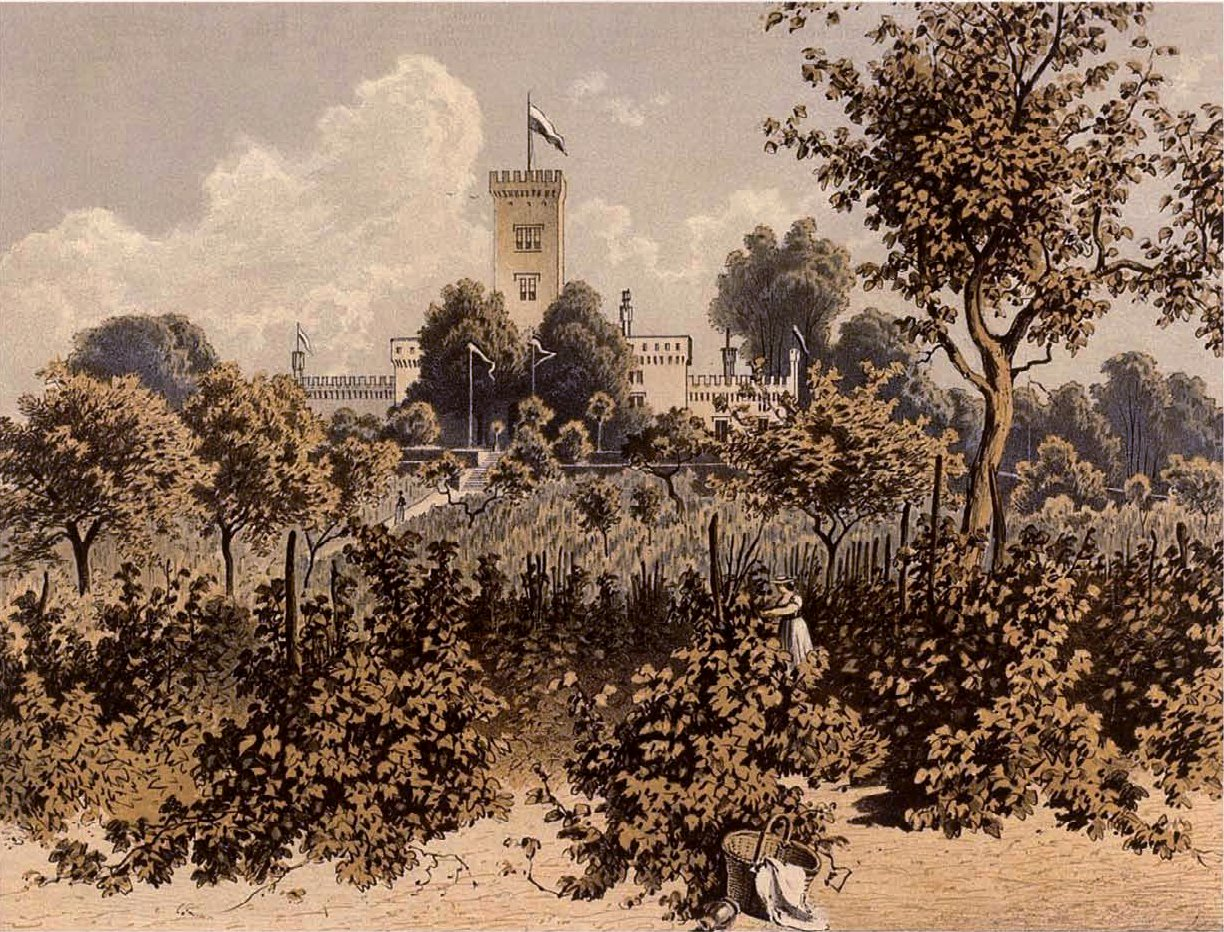
Castelo no vinhedo em Babimost entre 1857 e 1883 (hoje inexistente)

A primeira menção confirmada de judeus no vilarejo data de 1685. Em 1746, foi concedido a eles um privilégio que definia sua situação. Uma sinagoga foi construída antes de 1770. Um cemitério judaico foi inaugurado na mesma época. Em 1793, quando a Prússia ocupou Babimost, 150 judeus viviam na cidade, e em 1799 havia 205 judeus entre os 1 412 habitantes do vilarejo. Uma nova sinagoga foi construída naquele ano. A partir de 1840, quando a sede do condado foi transferida para Wolsztyn, o tamanho da comunidade judaica começou a diminuir constantemente. Em 1857, havia 300 judeus no vilarejo, mas em 1871 havia 160. Após a Primeira Guerra Mundial, a comunidade judaica praticamente deixou de existir. O último presidente da comunidade judaica, Alex Neumann, decidiu vender o prédio da sinagoga para os evangélicos. Graças a um acordo devidamente redigido, o prédio sobreviveu à Noite dos Cristais e foi preservado até hoje. Em junho de 1939, Alex Neumann vendeu seu negócio e foi o último representante da comunidade judaica a deixar a cidade.

### Viticultura
Babimost era a cidade vinícola mais setentrional da Europa. Pertencia à região vinícola industrial conhecida como Área Vinícola da Alemanha Oriental (Ostdeutsches Weinbaugebiet). A história da produção de vinho aqui remonta ao século XII e continuou até o século XX.

## Demografia
Conforme os dados do Escritório Central de Estatística da Polônia (GUS) de 31 de dezembro de 2022, Babimost é uma cidade muito pequena com uma população de 3 837 habitantes (29.º lugar na voivodia da Lubúsquia e 651.º na Polônia), tem uma área de 3,65 km² (38.º lugar na voivodia da Lubúsquia e 892.º lugar na Polônia) e uma densidade populacional de 1 051,23 hab./km² (14.º lugar na voivodia da Lubúsquia e 293.º lugar na Polônia). Nos anos 2002–2021, o número de habitantes diminuiu 8,6%.
Os habitantes de Babimost constituem cerca de 5,08% da população do condado de Zielona Góra, constituindo 0,39% da população da voivodia da Lubúsquia.
| Descrição                         | Total      | Total    | Mulheres   | Mulheres | Homens     | Homens   |
| --------------------------------- | ---------- | -------- | ---------- | -------- | ---------- | -------- |
| unidade                           | habitantes | %        | habitantes | %        | habitantes | %        |
| população                         | 3 837      | 100      | 1 957      | 51,0     | 1 880      | 49,0     |
| superfície                        | 3,65 km²   | 3,65 km² | 3,65 km²   | 3,65 km² | 3,65 km²   | 3,65 km² |
| densidade populacional (hab./km²) | 1 051,23   | 1 051,23 | 536,13     | 536,13   | 515,10     | 515,10   |

## Monumentos históricos

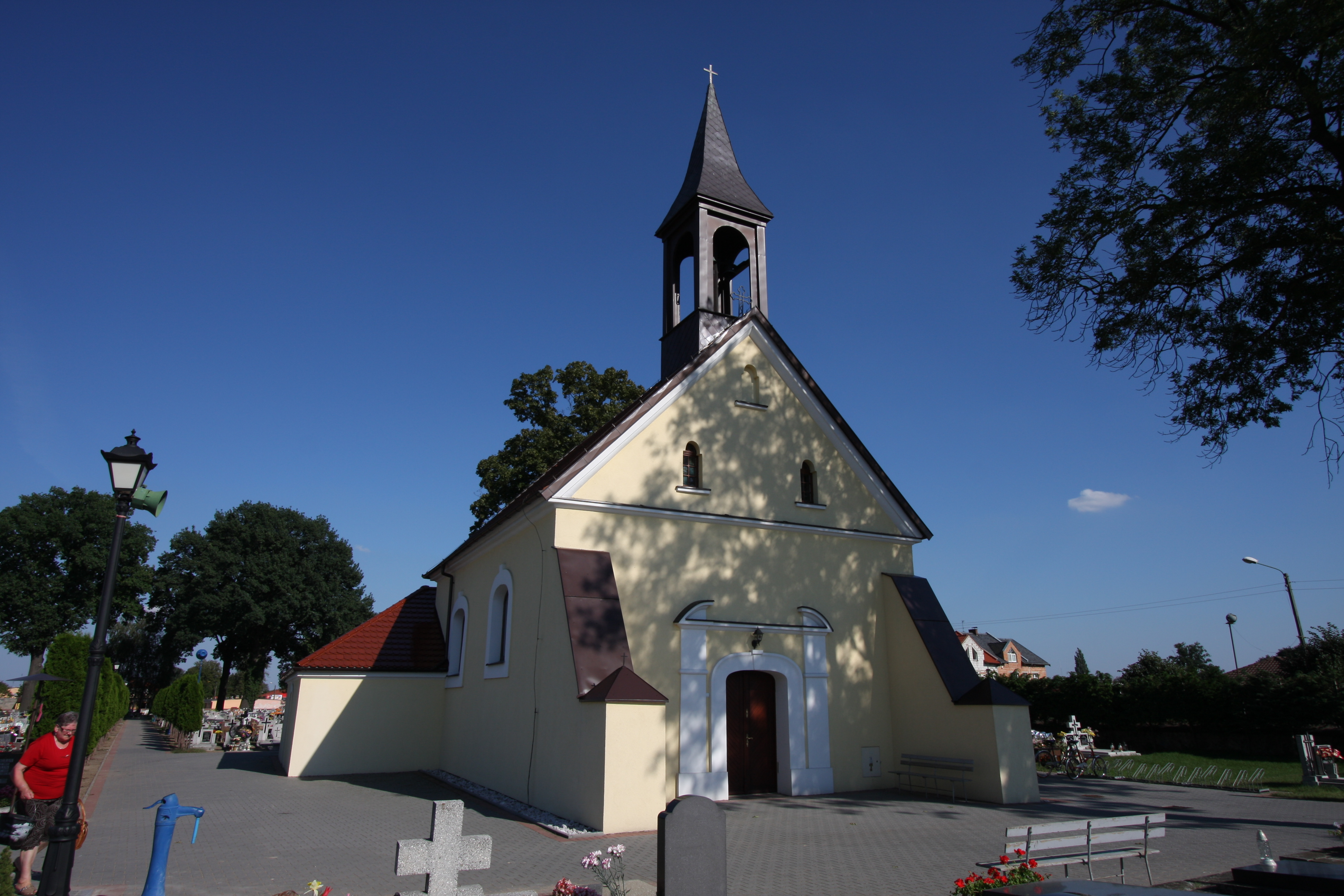
Igreja filial de São João da virada dos séculos XVIII e XIX

O registro provincial de monumentos inclui:
- Cidade
- Igreja paroquial de São Lourenço,[24] datada de 1730
- Igreja filial (capela do cemitério) sob a invocação de São João, do século XVIII/XIX
- Igreja evangélica, do século XVIII[25]
- Prefeitura, da primeira metade do século XIX[26]
- Casa, rua Kościelna, 3, de madeira, de meados do século XIX

Outros monumentos
- Sinagoga da segunda metade do século XIX[27]
- Cemitério judeu[28]
- Prédio do organista da segunda metade do século XVIII
- Igreja evangélica do século XVIII

## Economia
O desemprego registrado em Babimost foi de 4,4% em 2021 (5,5% entre as mulheres e 3,3% entre os homens). Isso é significativamente menor do que a taxa de desemprego registrada na voivodia da Lubúsquia e significativamente menor do que a taxa de desemprego registrada na Polônia na totalidade. Em 2021, o salário médio mensal bruto em Babimost era de 5 392,72 PLN, correspondendo a 89,90% do salário médio mensal bruto na Polônia.
Entre os residentes economicamente ativos de Babimost, 282 pessoas vão trabalhar em outras cidades e 96 pessoas vêm trabalhar de fora do município — portanto, o saldo de chegadas e partidas para o trabalho é de -186. 24,3% dos residentes economicamente ativos de Babimost trabalham no setor agrícola (agricultura, silvicultura, caça e pesca), 35,3% na indústria e construção civil, 16,9% no setor de serviços (comércio, reparação de veículos, transporte, hospedagem e alimentação, informação e comunicação) e 0,8% trabalham no setor financeiro (atividades financeiras e de seguros, serviços imobiliários).

## Educação

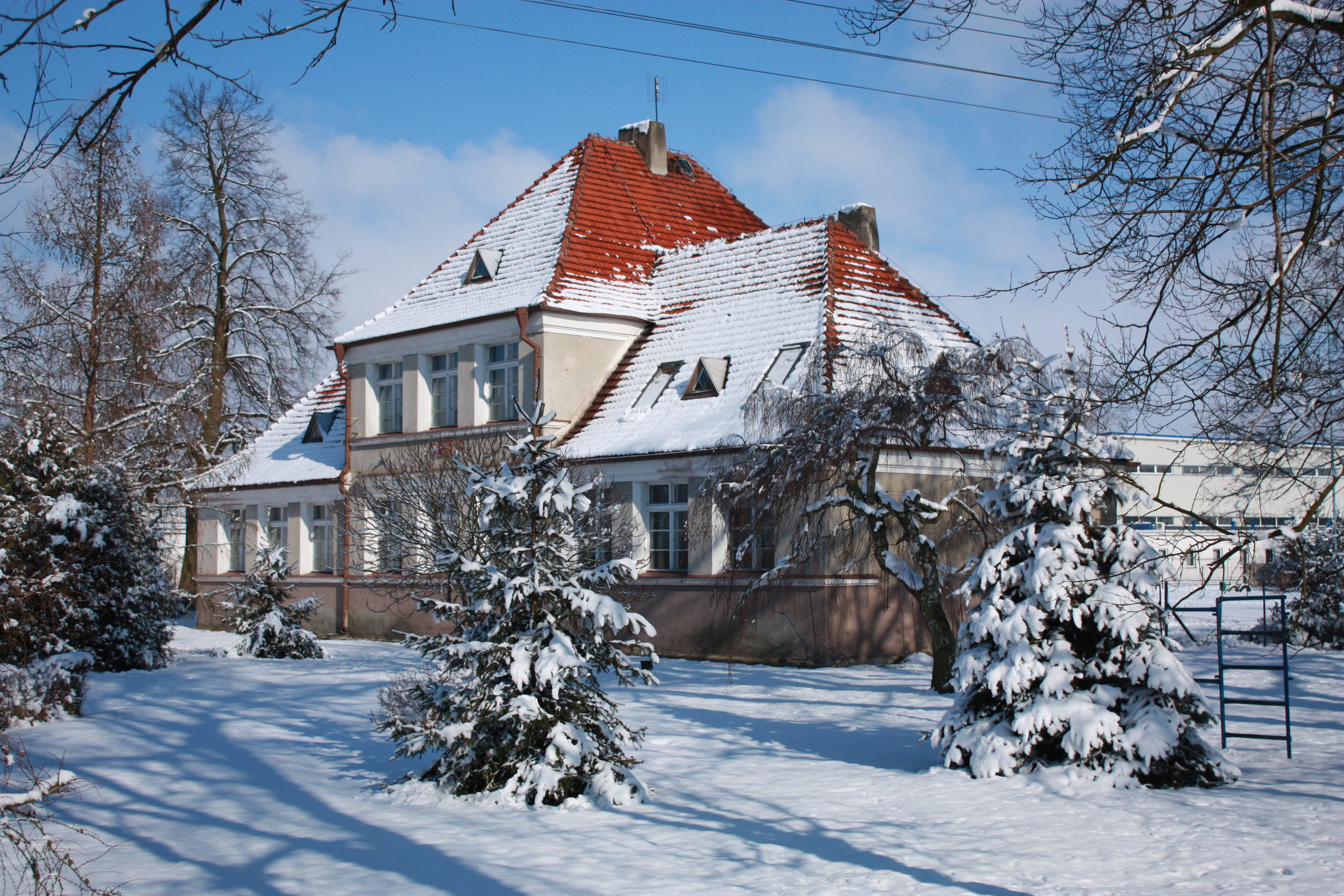
Escola do Centro de Educação para Jovens em Babimost

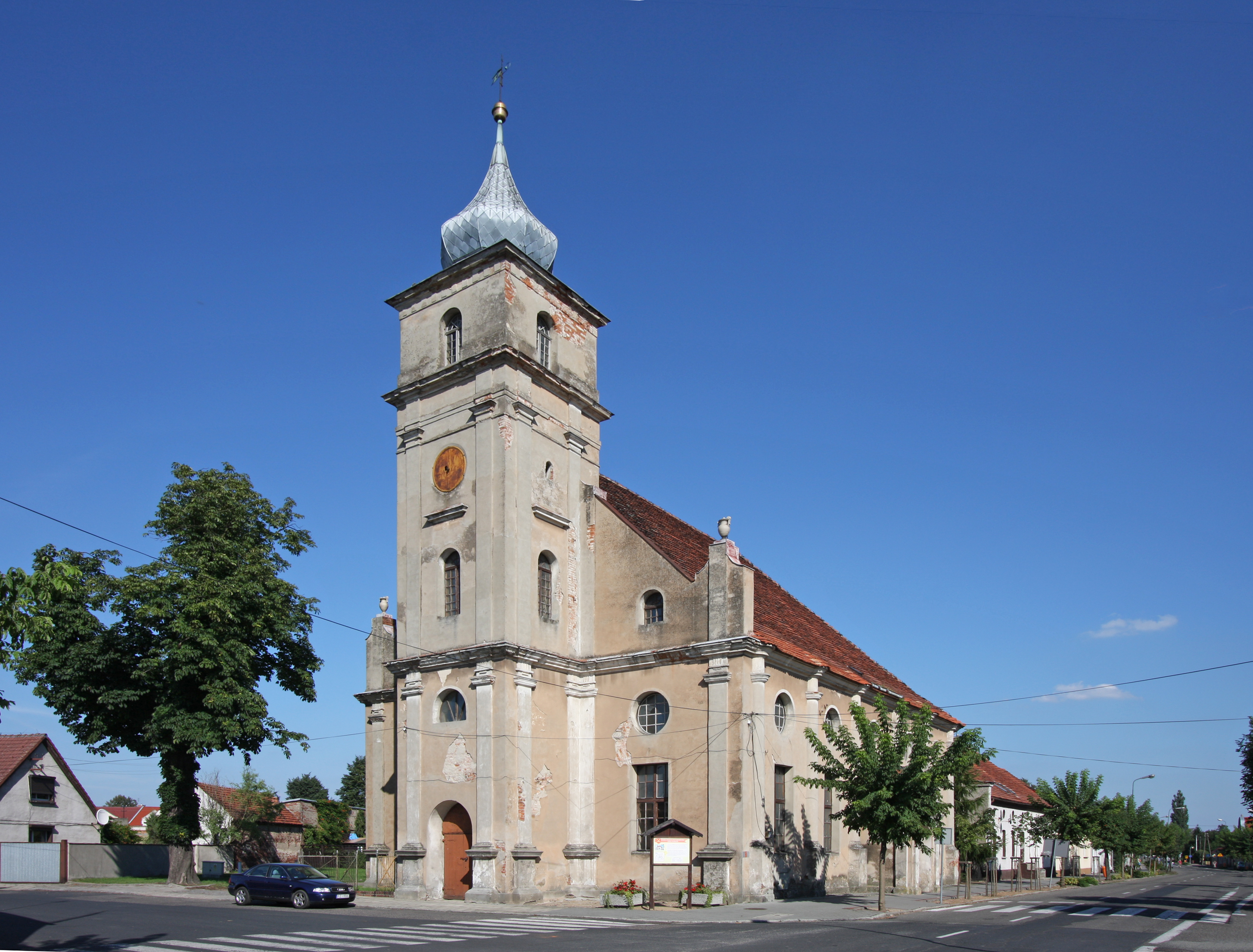
Igreja evangélica do século XVIII

Oitocentos e oitenta habitantes de Babimost estão na idade de educação potencial (3-24 anos) (incluindo 414 mulheres e 466 homens). Segundo o Censo Nacional de 2011, 14,6% da população têm diploma universitário, 2,3% têm educação pós-secundária, 11,3% têm educação secundária geral e 17,2% têm educação profissional secundária. 28,0% dos residentes de Babimost têm educação profissional básica, 6,0% têm educação secundária inferior e 18,7% têm educação primária. 1,9% dos residentes abandonaram os estudos antes de concluir o ensino fundamental. Em comparação com a voivodia da Lubúsquia na totalidade, os habitantes de Babimost têm um nível de escolaridade semelhante. Entre as mulheres que vivem em Babimost, a maior porcentagem concluiu o ensino fundamental (20,6%) e o ensino profissionalizante básico (20,1%). Os homens têm maior probabilidade de ter concluído o ensino profissionalizante básico (36,0%) e o ensino profissionalizante secundário (17,6%).
Em 2021, havia 1 jardim de infância em Babimost, com 159 crianças (67 meninas e 92 meninos) frequentando 7 classes. Havia 0 vagas disponíveis. Em comparação, em 2008 havia 1 jardim de infância em Babimost, com 103 crianças (56 meninas e 47 meninos) frequentando 4 salas. Havia 125 vagas disponíveis. 19,1% dos residentes de Babimost na faixa etária de educação potencial (3-24 anos) se enquadram na faixa de 3-6 anos — educação pré-escolar (18,6% entre as meninas e 19,5% entre os meninos). Há 881 crianças em idade pré-escolar por 1.000 frequentando estabelecimentos de educação pré-escolar. Em 2018, havia 0,82 crianças em idade pré-escolar para cada vaga na educação pré-escolar.
Há 2 escolas primárias com 326 alunos (136 do sexo feminino e 190 do sexo masculino) em 22 salas. Em comparação, Babimost tinha 2 escolas primárias com 346 alunos (159 do sexo feminino e 187 do sexo masculino) em 17 salas em 2008. Na faixa etária de 3 a 24 anos, 23,8% da população é educada no nível primário (7 a 12 anos) (23,9% entre as meninas e 23,6% entre os meninos). Há 14,8 alunos por sala nas escolas primárias.
Na faixa etária de 3 a 24 anos, 16,5% da população estudou no nível secundário superior (16 a 18 anos) (17,4% entre as meninas e 15,7% entre os meninos). Na faixa etária correspondente ao ensino superior (19 a 24 anos), há 28,6% dos residentes de Babimost em idade de educação potencial (30,4% entre as mulheres e 27,0% entre os homens).

## Transportes

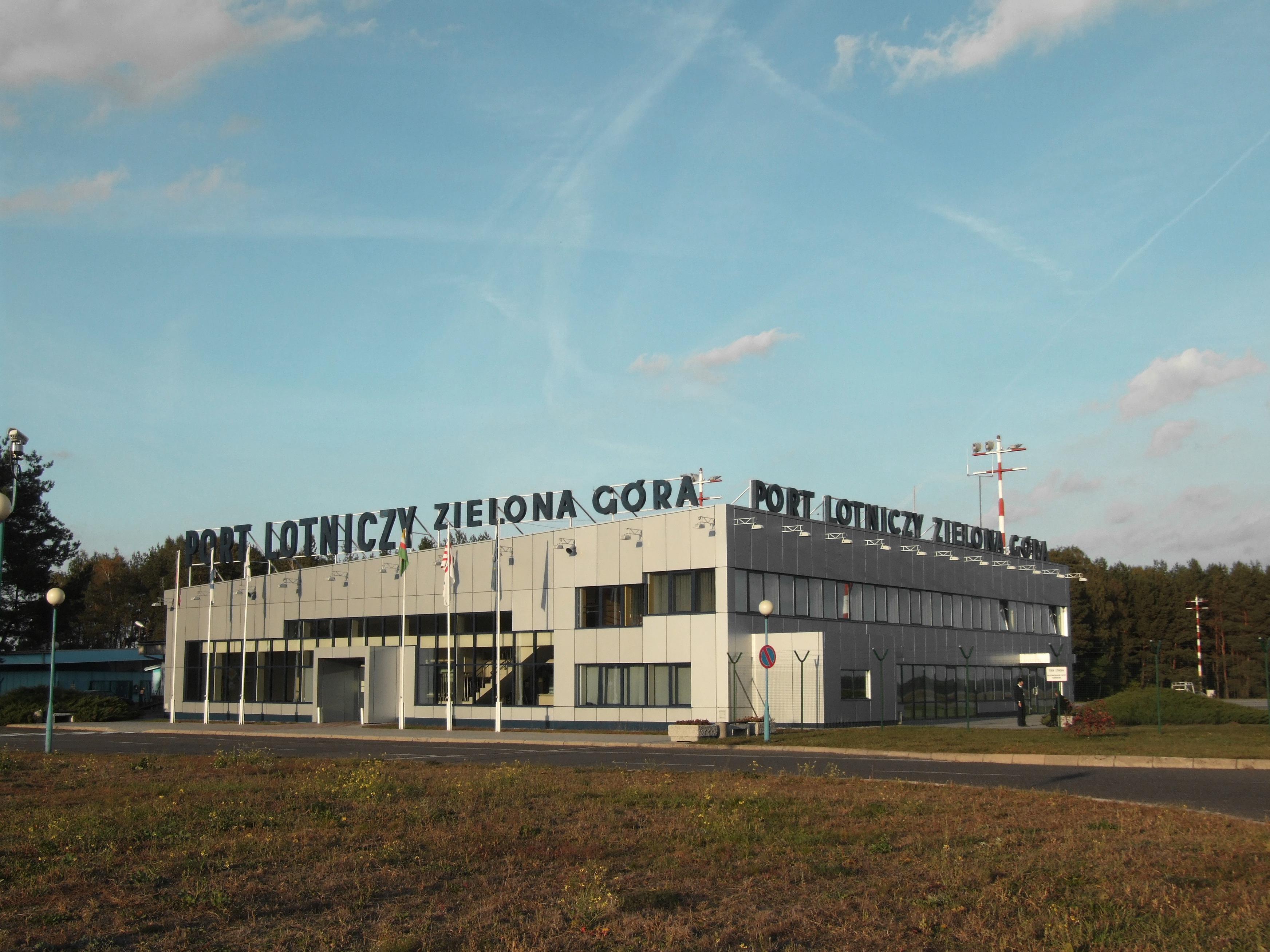
Aeroporto de Zielona Góra-Babimost

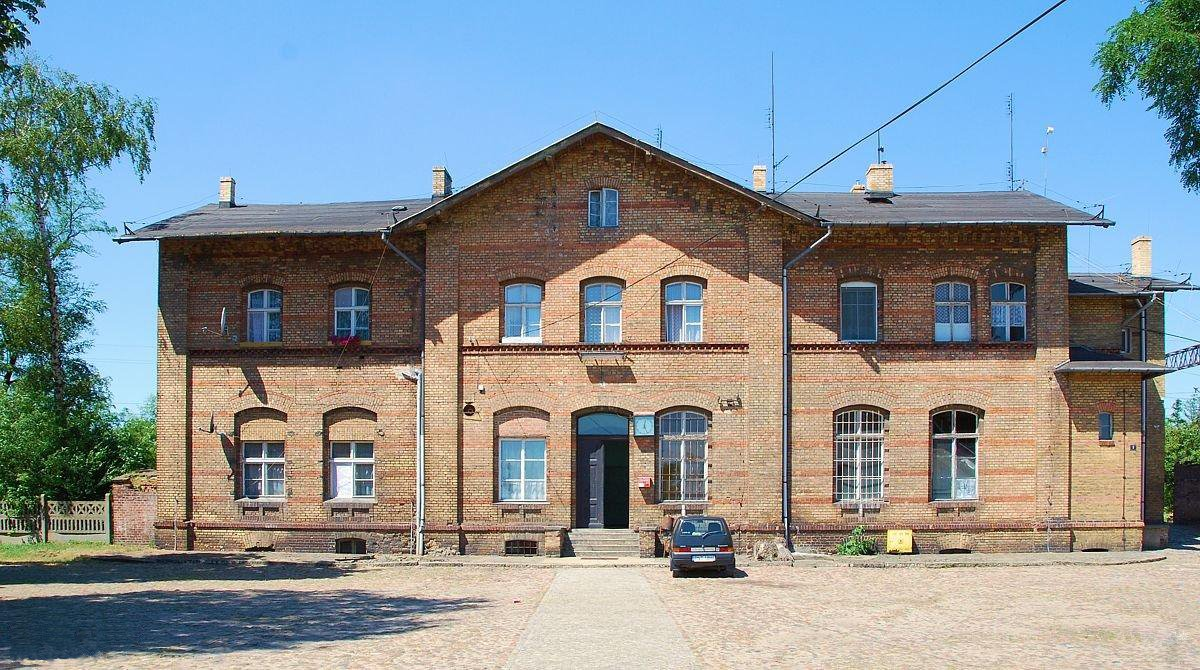
Estação ferroviária de Babimost

As seguintes estradas da voivodia se cruzam na cidade:
- Estrada provincial n.º 303, direção: Świebodzin — Babimost — Wolsztyn
- Estrada provincial n.º 304, direção: Sulechów — Babimost — Zbąszynek
- Estrada provincial n.º 313, direção: Kargowa

Desde 7 de outubro de 2010, um desvio de Babimost com 5,303 km de extensão também está em operação, conectando as saídas das estradas provinciais n.º 303, 304 e 313 e as estradas municipais.
A 4 km a sudoeste de Babimost está o aeroporto de Zielona Góra-Babimost, que foi construído na década de 1950. Uma linha ferroviária atravessa a cidade: Zielona Góra — Poznań (eletrificada) — um ramal de carga para o aeroporto se ramifica na estação de Babimost. Há quatro trilhos em operação, mas o tráfego de passageiros ocorre principalmente no trilho 1, próximo à plataforma 2. Os trens PKP Intercity param na estação: “Zielonogórzanin” e “Strzelecki” (Zielona Góra — Varsóvia), “Lubuszanin” para Lublin, “Stoczniowiec” e “Bachus” de Zielona Góra para Gdynia e “Ukiel” para Olsztyn, bem como Regio: Nowa Sól/Zielona Góra — Poznań Principal e Zielona Góra — Gorzów Wielkopolski.

## Esportes
Futebol:
- Clube Esportivo Popular “Klon” Babimost[29] — clube de futebol fundado em 1945, que joga na liga B.
- UKS Iskra Babimost — clube estudantil

Unihockey UKS Fenomen Babimost:
- jovens
- juniores